# Palazzo delle Albere

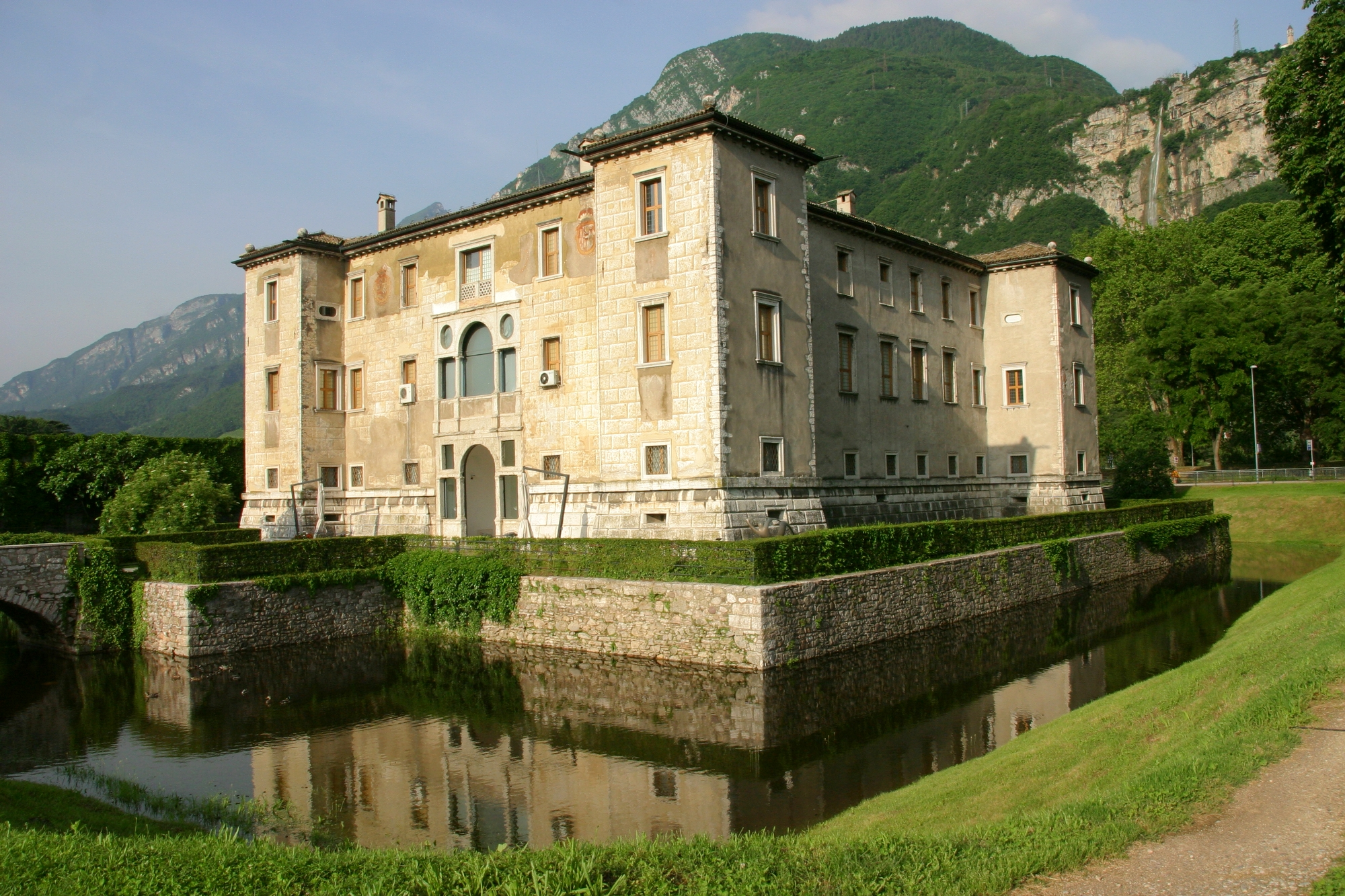
Palazzo delle Albere

Der Palazzo delle Albere ist ein Renaissance-Palast in Trient.

## Geschichte
Der Palast wurde von den Grafen Madruzzo erbaut, wobei die Quellenlage unsicher ist, ob der Bau bereits um 1530 von Giovanni Gaudenzio Madruzzo begonnen wurde oder ob erst sein Sohn, der Fürstbischof von Trient, Cristoforo Madruzzo, ihn um 1550 als Gastgeber des Konzils von Trient zu diesem Anlass neu errichtet hat. Jedenfalls fiel er nach dem Tod des vierten und letzten Madruzzo auf dem Trienter Bischofsstuhl nicht an die Privaterben, sondern an die Kirche von Trient, was für die zweite Variante spricht.

## Beschreibung

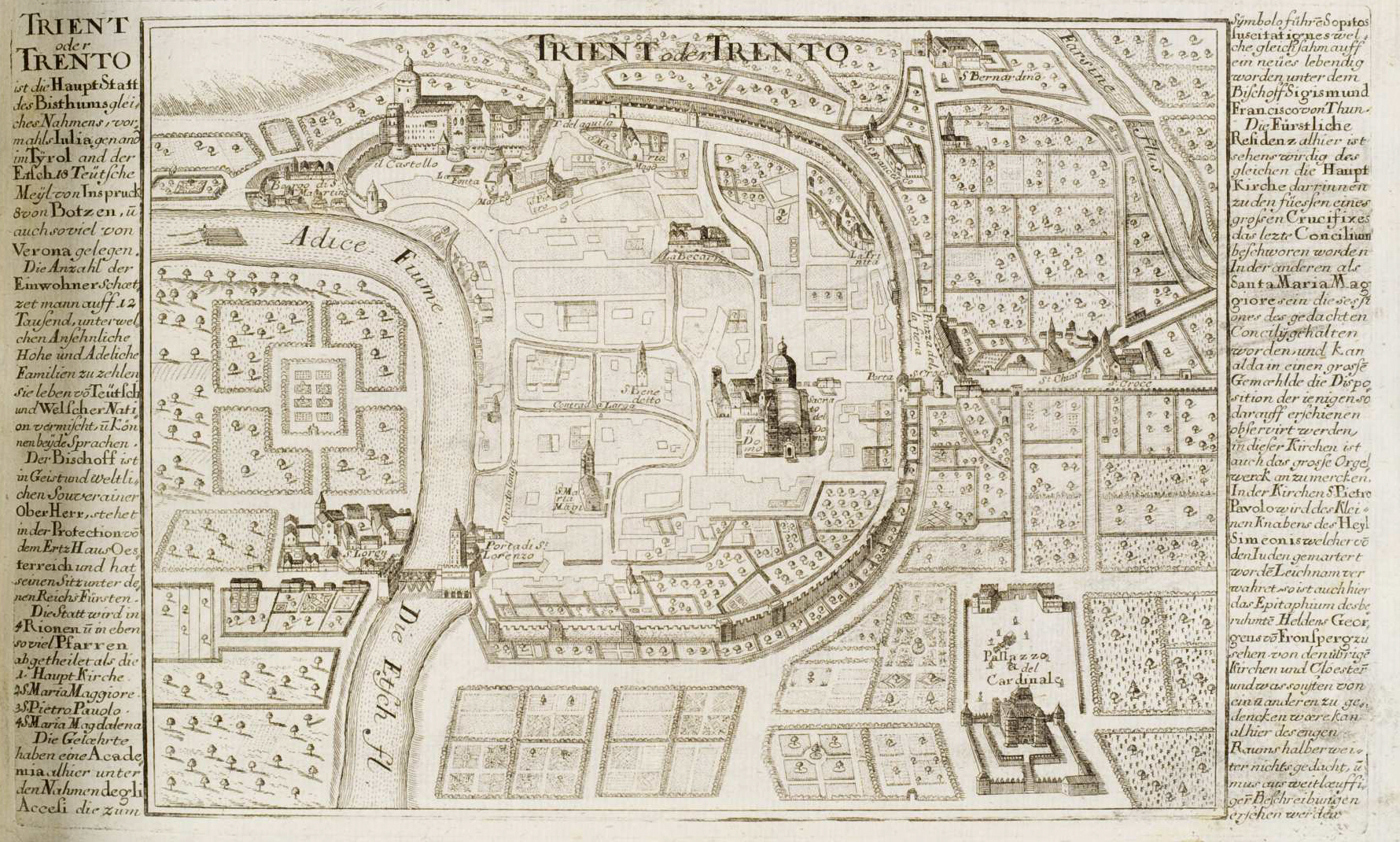
Lage des Palazzos um 1700 mit dem Weg zum Palast

Ursprünglich führte der Weg vom Trientiner Hauptplatz zum Palast nach Passieren des heute nicht mehr vorhandenen Stadttors durch eine prachtvolle Allee. Heute ist der Zufahrtsweg unterbrochen, und man muss eine Bahntrasse unterqueren. Der Palast weist vier Ecktürme mit jeweils 20 Metern Höhe, eine prachtvoll gestaltete Fassade sowie Fresken im Inneren auf. Er liegt heute am Stadtrand von Trient und ist fußläufig vom Palazzo Pretorio aus in zirka 20 Minuten erreichbar.
Von 1987 bis 2010 war hier die Trienter Abteilung des Museums für moderne und zeitgenössische Kunst von Trient und Rovereto MART untergebracht. Nach der Renovierung von 2011 wird das Gebäude heute als Ausstellungsfläche für wechselnde Sonderausstellungen genutzt; so wurde es 2015 für den Trienter Beitrag zur  Expo Milano 2015 genutzt.

## Literatur

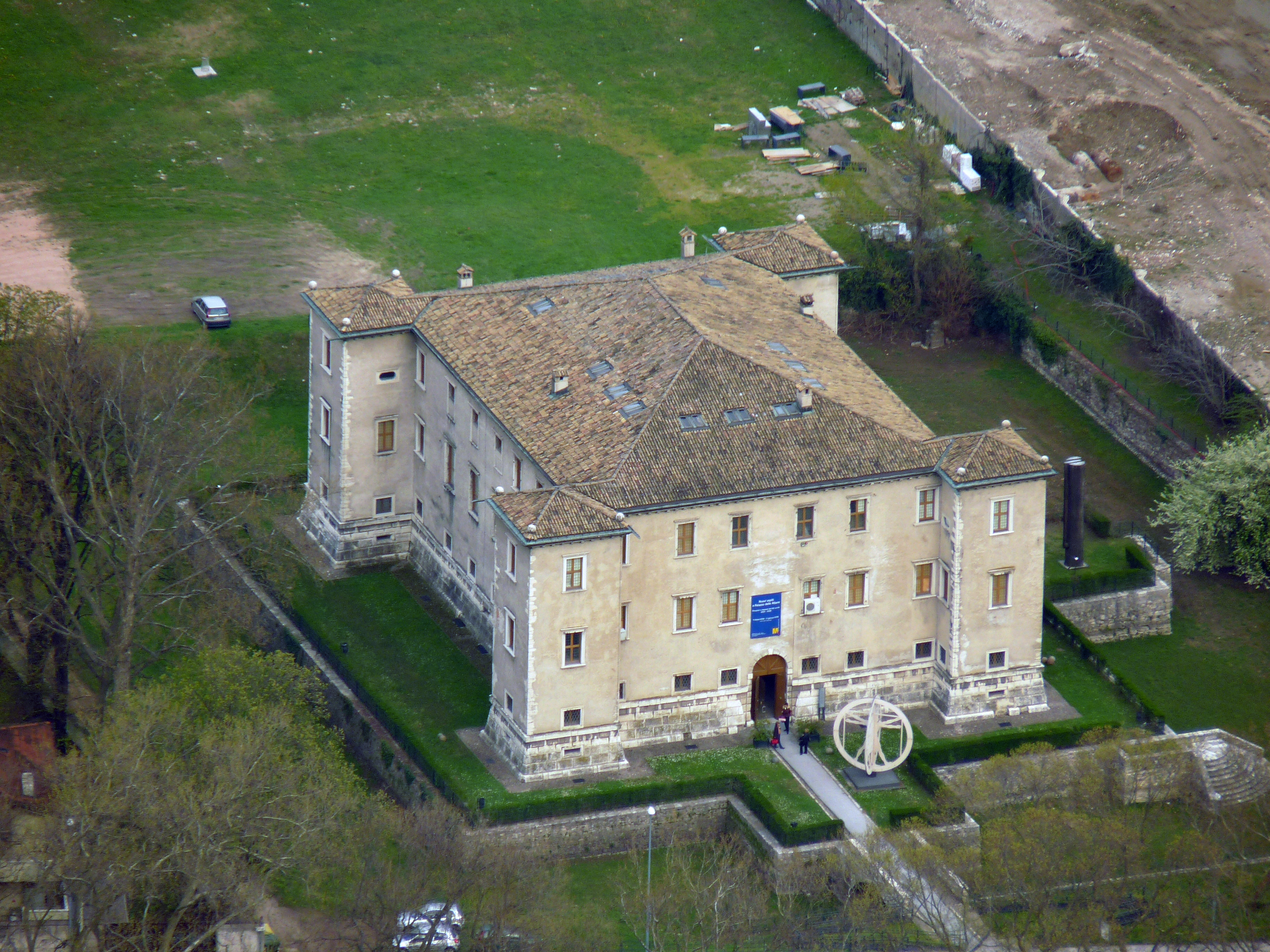
Luftaufnahme